# Jachemzi
Jachemzi (en ruso: Хачемзий; en adigué: ХьакІэмзый, JakІemzi) es un aúl del raión de Koshejabl en la república de Adiguesia de Rusia. Está situado en la orilla izquierda del río Fars, afluente del Labá, de la cuenca hidrográfica del Kubán, 16 km al oeste de Koshejabl, y 42 km al nordeste de Maikop, la capital de la república. Tenía 716 habitantes en 2010
Pertenece al municipio Dmítriyevskoye.

## Historia
Fue fundado como aul Jachimzi (Хачимзий) en 1864.